# ヴィオニエ
ヴィオニエ（仏：Viognier）は、基本的に白ワインを醸造するために用いられるブドウ品種である。ただ、地域によっては赤ワインを作る際、シラーと混合して醸造する手法である混醸が行われることもあり、ワインの色合いや香りに影響を与えている。
ヴィオニエはフランス南部のローヌ渓谷で主に栽培され、ローヌの産地コンドリューでは、この品種だけが法的に認められている。ローヌ以外でも、南北アメリカ大陸やオーストラリア、ニュージーランド、南アフリカのケープワインランド郡、イスラエルなどでも栽培されている。
シャルドネのように、ヴィオニエからは比較的色も味も濃厚なワイン、いわゆるフルボディのワインを生み出すことができるとされる。シャルドネと大きく異なる点としては、ヴィオニエはもともと桃や洋梨、スミレのような芳香に富んでいることが挙げられる。ただし、この芳香は醸造時に酸素に過剰にさらされると容易に失われてしまう。そのため、この品種を扱う醸造家にとって、樽での醸造は非常に高い技術を要するものである。この品種で作られるワインの品質はブドウの栽培技術や気候にも大きく依存する。ブドウが完熟するためには長く暖かな生育期間が必要であるが、芳香が充分に生まれる前にブドウの糖度が上がりすぎてしまうほど熱くはないような気候が求められる。収量の低い品種であるため、地域によってはこの品種の栽培が経済的に成り立たない場合もある。

## 歴史
ヴィオニエの起源は定かではないが、長い歴史のあるブドウであると推測されており、ダルマチア（現代のクロアチア）で生まれ、ローマ人によってローヌに持ち込まれた可能性がある。伝説によれば、西暦281年にローマ皇帝プロブスによって持ち込まれた。あるいは、ローヌ川をボジョレーに向けて進んでいた貨物船にシラーとともに積み込まれていたが、船が現在のコンドリューの付近でculs de piauxと呼ばれる不法組織に捕縛されたという話も伝わっている。
ヴィオニエという名前の由来もよく分かっていない。最も一般的なのは、かつてローマ帝国の前哨として重要であったフランスの都市ヴィエンヌに由来するというものである。他にも、“地獄の谷への道”を意味するvia Gehennaeのローマ風の発音に拠るという言い伝えも存在し、おそらくはこのブドウの栽培が難しいことを暗に示していると考えられる。

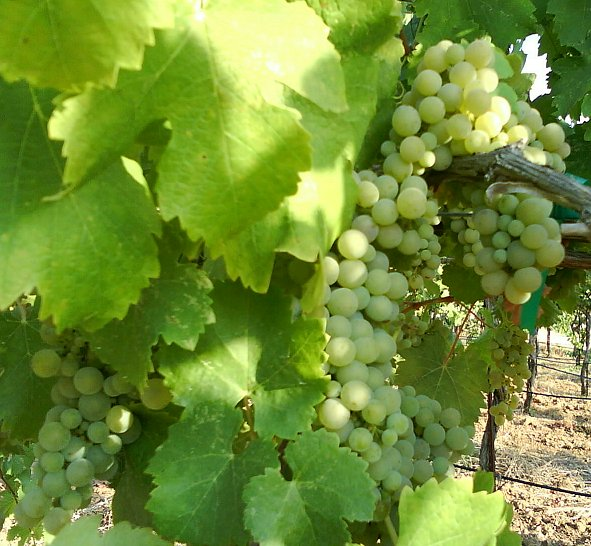
カリフォルニア州アマドール郡で栽培されるヴィオニエ。

ヴィオニエはかつては比較的一般的な品種であった。しかし1965年には、ほぼ絶滅状態に陥っており、ローヌ北部でわずか8エーカー、1900リットルのワインが生産されただけであったとの報告がある。その後、ヴィオニエの人気と価格は上昇しており、それに伴って栽培も増加した。ローヌにおいては、現在では740エーカー（299.5ha）で栽培されている。
2004年、カリフォルニア大学デイビス校で行われたDNA解析により、ヴィオニエはピエモンテのブドウ品種であるフレイザと遺伝的に近い品種であり、ネッビオーロとも同じ祖先をもつことが判明した。

## 栽培

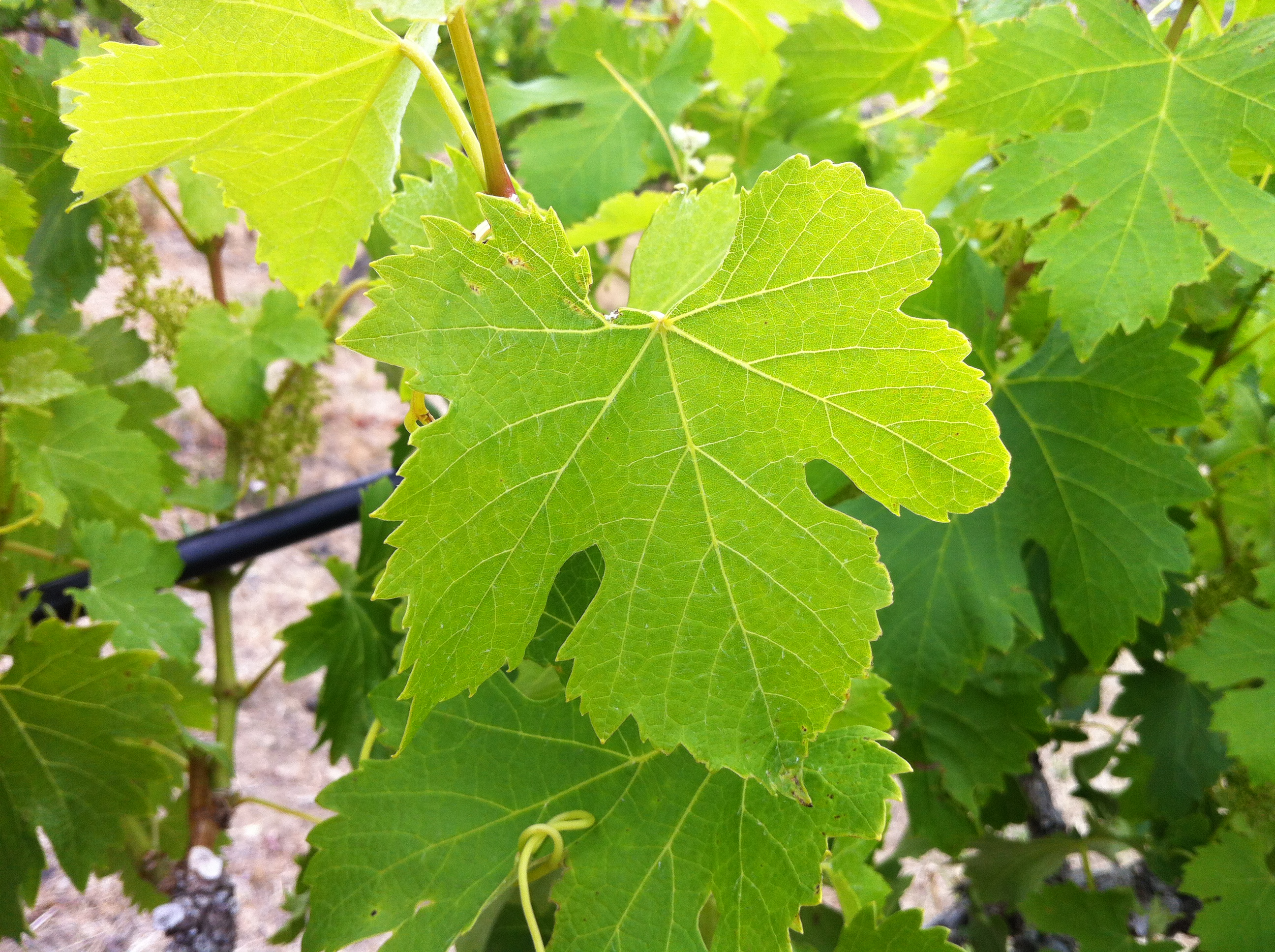
ヴィオニエの葉。ワシントン州のレッド・ウィロー・バインヤードにて。

ヴィオニエはうどんこ病に感染しやすいため、栽培の難しい品種である。収量は少ない上に、作柄は予測が難しい。さらに、ちょうど完熟したタイミングで収穫する必要がある。収穫が早すぎると香りや味わいが不充分なものになってしまうし、遅すぎても香りに欠けたべたっとしたワインになってしまう。コンドリューの生産者は、醸造後のアルコール度数が13%になるような糖度になったブドウを収穫するようにしていることがある。完熟したブドウは深い黄色になり、できあがるワインは強い芳香と高いアルコール度数を持つ。比較的、暖かく成熟期の長い気候を好むが、冷涼な地域でも栽培することが可能である。
フランス・ローヌ北部のヴィオニエの産地においては、ミストラルが顕著な影響を与えている。この風によって、この地域の地中海性気候が和らぎ、厳しい暑さの夏でもブドウを冷ます効果がある。
ワインの専門家であるレミントン・ノーマンによれば、ヴィオニエは2種類に分けられる。すなわち、コンドリューに代表される旧世界のワインと、ラングドックやその他の地域でみられるような新世界のワインである。同じ品種で作られるにもかかわらず、この2つははっきりと異なったワインになる。
ブドウの樹の樹齢もワインの品質を左右する。ヴィオニエでは、樹齢15～20年以降で高品質のワインが作れるようになる。ローヌにおいては、樹齢70年を超えるような古木も存在する。

## 産地
1990年代初頭から、ヴィオニエは世界中で広く栽培されるようになった。カリフォルニアとオーストラリアでは、今では相当な面積の土地がヴィオニエの栽培に充てられている。バージニア州のAVAモンティチェロのような穏やかな気候の産地においても、栽培例は顕著に増えている。
フランスでは、かつてのピーク時に比べヴィオニエの栽培は減少しているが、これはフィロキセラによる食害が影響している。フィロキセラは19世紀の半ばから末にかけて北米から持ち込まれ大きな被害を生み（19世紀フランスのフィロキセラ禍）、さらには第1次世界大戦の混乱によりブドウ畑の多くが放棄された。1965年にはフランスにわずか30エーカー（12ha）の栽培面積が残るのみで、ヴィオニエは絶滅の危機に瀕していた。1980年代半ばになっても、フランスのヴィオニエの栽培は回復しなかった。その後、他の国々でのヴィオニエ栽培が伸長するのと並行して、フランスでもヴィオニエの栽培は劇的に増加していった。現在では南アフリカ、ニュージーランド、ギリシャ、日本といった国でも一定の成功を収めている。

### フランス

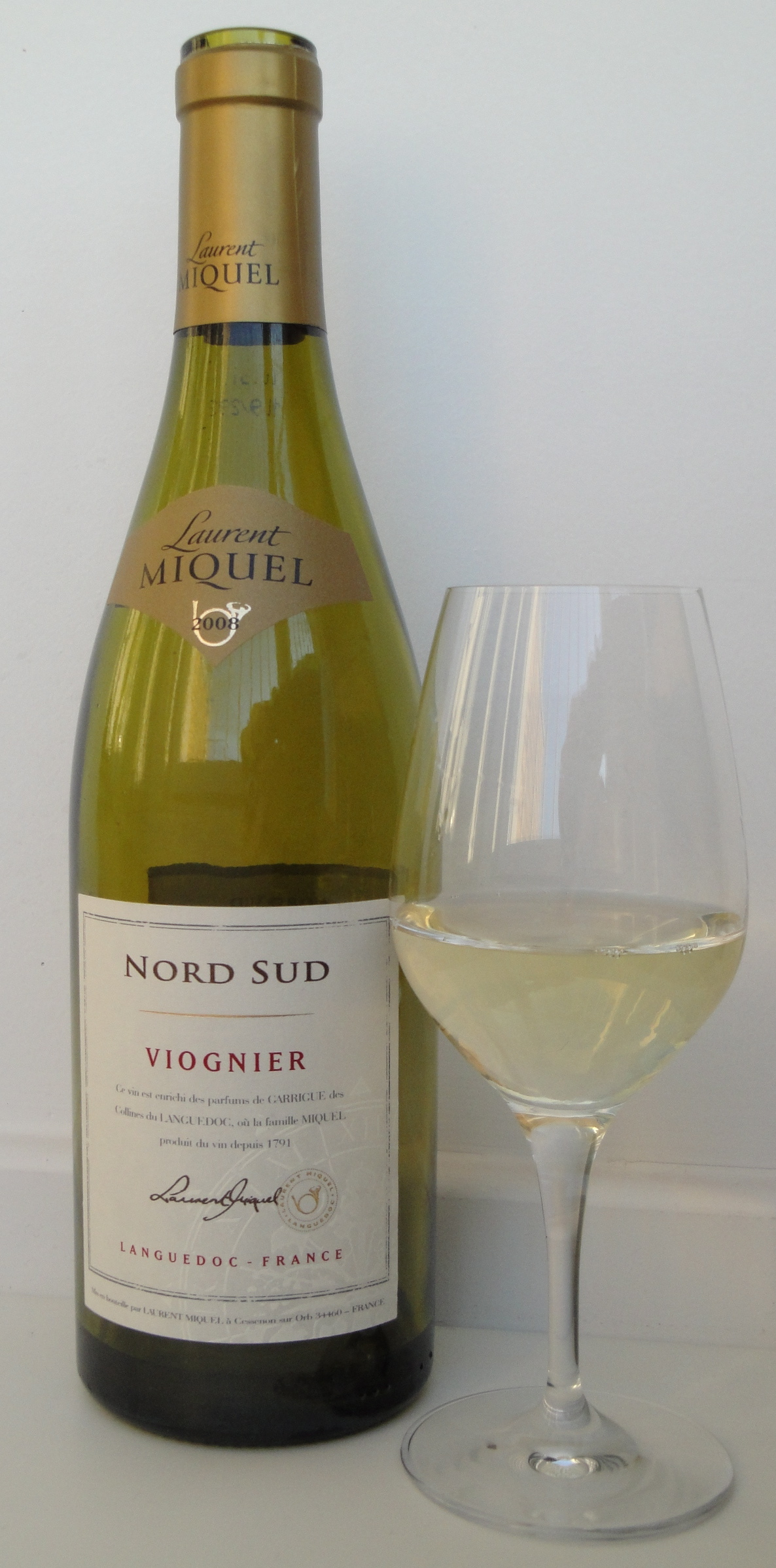
ヴィオニエから作られたラングドッグのヴァン・ド・ペイ

ローヌのAOCであり、リヨンから40m南下したローヌ側西岸に位置するコンドリューとシャトー・グリエにおいては、ヴィオニエだけを用いてワインが作られる。ローヌのその他の地域で作られる白ワインは、多くがルーサンヌ、マルサンヌ、グルナッシュ・ブラン、ロールといった品種とのブレンドである。ローヌ北部ではシャルドネと混醸されることもある。AOCコート・ロティでは、赤ワインにも最大20%、この品種をブレンドすることが認められているが、多くの生産者は5%以下しかブレンドしない。ヴィオニエはシラーよりも早く熟すので、通常は分けて収穫され、醸造時にシラーに加えられる。ヴィオニエを加える利点としては、co-pigmentationと呼ばれる色素の発色を補助する作用により、赤ワインの色合いが安定することが挙げられる。
フランスの他の地域では、花崗岩性の土壌の地域でヴィオニエの栽培が良くみられる。このような土壌は保温性に優れており、ブドウの健全な生育を助けるためである。ボジョレーの生産者であるジョルジュ・デュブッフは、アルデシュでのヴィオニエ栽培の拡大に一役買った。現在ではフランスにおけるヴィオニエの最大の産地はラングドックであり、ヴァン・ド・ペイとして販売されている。

### 北米

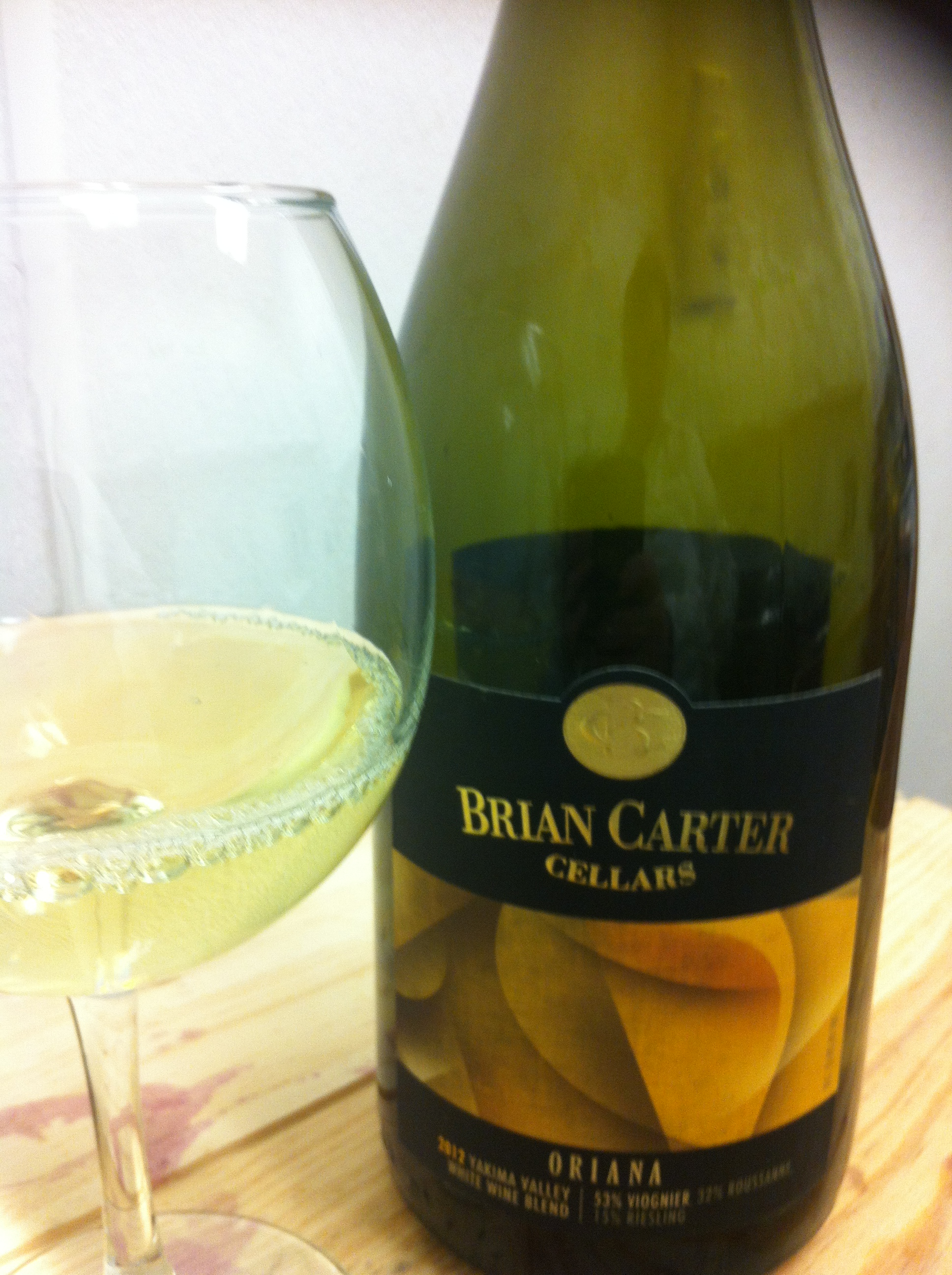
ローヌ系品種のブレンドで作られたワシントン州産のワイン。ヴィオニエが中心品種である。

1980年代後半から、アメリカとカナダでヴィオニエの栽培が急増した。カリフォルニアのセントラルコーストは2000エーカー（809ha）以上の栽培面積を誇り、北米のヴィオニエ栽培を牽引している。カリフォルニアのヴィオニエは、他の品種と比べ目立ってアルコール度数が高い。1980半ばにカリフォルニアでヴィオニエへの関心が急騰したのは、ローヌ・レンジャー（この地域でローヌ系品種の栽培を推し進めた生産者たちのこと）の活動に拠る部分が大きい。
バージニア州で作られたヴィオニエは国際的な注目を集めており、2011年にはバージニアを代表する白ブドウとみなされている。ジョージア、ノースカロライナ、テキサス、ワシントン、オレゴン、ミシガン、アイダホ、コロラド、ニューメキシコ、ペンシルバニア、メリーランド、ニュージャージー、ニューヨーク、ミズーリ、アリゾナといったアメリカの州や、メキシコのグアドループやバハ・カリフォルニア、カナダのブリティッシュ・コロンビア州やオンタリオ州のレイク・エリー・ノースショア、ナイアガラにおいても栽培例がある。

### 南米
アルゼンチンとチリでヴィオニエが広く栽培されているほか、ブラジルやウルグアイにおいても栽培が試みられている。

### オセアニア
オーストラリアでは、ヤルンバワイナリーがこの品種の最大の生産者であり、白ワインの原料になるほか、シラーズとのブレンドにも広く使われている。ヤルンバワイナリーでは、ヴィオニエをイーデン・バレーのロームと粘土が混ざった土壌で栽培している。その他のヴィオニエの栽培地域としては、ナンキータ、クレア・バレー、ラザーグレン、マレー川流域、マクラーレン・ベール、ジロング、ナガンビー湖周辺、キャンベラ、モーニントン半島、バロッサ・バレー、アデレード・ヒル、ジオグラフ、サウスブルネット、ヤラ・バレー（ピンパーネル・ヴィンヤーズ）、ピレネーズ、テンターフィールドがある。
ニュージーランドでは、量は少ないもののワイへケ島やワラライパで栽培例がある。ホークス・ベイにおいては、単一品種ワイン以外に、伝統的なローヌワインのスタイルに則りシラーとブレンドしたワインも存在する。

## ワイン

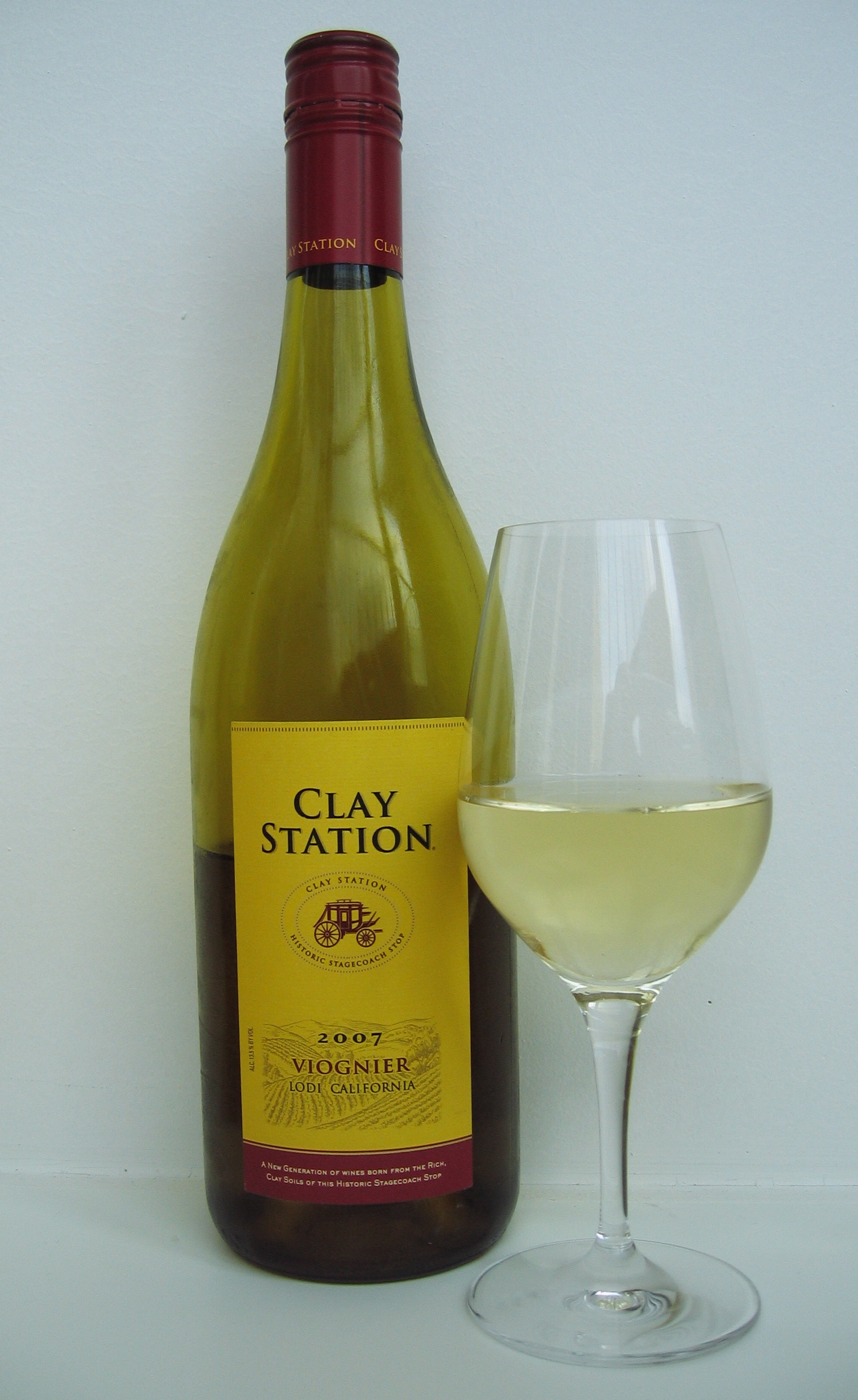
カリフォルニア産のヴィオニエ

ヴィオニエで作られるワインは、花やテルペンのような香りをもつことが知られており、この特徴はミュスカやリースリングと共通する。他にも、様々な花や果実の香りを感じることができるが、これは生産地や気候、あるいはブドウの樹齢に依存する。多くは若いうちに飲むのに向いているが、一部のワイン、特に樹齢の高い樹のブドウを遅摘みにしたものから作られるワインは熟成にも向く。3年以上経ったヴィオニエは、特徴的な花の香りが弱まってしまうことが多い。そのようなワインはフレッシュな飲み口になり、香りは単調なものになる。
ヴィオニエの色合いや香りは甘口ワインにも似たところがあるが、ヴィオニエは一部遅摘みの甘口ワインが作られる以外はほぼ全てが辛口に仕上げられる。
酸味の少ない品種であるため、主に赤ワイン用のブドウであるシラー種に対し、ワインの味わいを和らげるために使われることもある。さらに、赤ワインにブレンドした場合、色合いを安定化できるほか、香りを高める効果もある。灰色カビ病に冒されないわけではないものの、ローヌ地方においてはヴィオニエが貴腐化することはまずない。
ワイン作りにおいては、なるべく澄んだ果汁を得るために、朝早くに収穫を行うことがある。スキンコンタクトを採用する生産者もいる。ヴィオニエの果皮にはフェノール類が豊富に含まれているが、この物質は渋みがあるため、スキンコンタクトを行う時間が長すぎるとワインの渋みがきつくなる。酸味を和らげ、ボリュームを出すためにマロラクティック発酵を行うことも一般的である。新世界においては、よりなめらかなワインにするため、バトナージュ（櫂入れ）と呼ばれる澱をかき混ぜる工程を行うこともある。そのようなワインでは、スパークリングワインの生産方法のように、瓶詰に至るまで澱を残すような作り方がなされる。
ヴィオニエからデザートワインを作る場合、北半球では10月終わりから11月初め頃に収穫を行うことが多い。コンドリューで一般的に用いられる収穫方として「ア・ラシエット」と呼ばれる方法が知られているが、これはヴィオニエの樹の下に板を置いておき、樹を揺すると過熟したブドウの実だけが落ちてくる、というものである。醸造においては、ワインに残存する糖度を高くするため、二酸化硫黄を添加することで発酵を早めに止めてしまう。その後、ワインを冷やしてから酵母を除去してしまえば、ワインは安定し瓶内で再発酵することがなくなる。
ワインのスタイルにより、飲み頃が醸造の1～2年後に来るものもあれば、10年以上の長期熟成に耐えるものもある。一般に、コンドリューのワインは若いうちに飲むことを想定しているのに対し、カリフォルニアやオーストラリアのヴィオニエはもう少し熟成に向いている。

## 料理との相性
香り高くフルーティーな特徴を持つため、ヴィオニエはタイ料理のようなスパイシーな料理と良く合う。